# Компаретти, Доменико
Доменико Компаретти (1835—1927) — итальянский филолог.

## Биография
Посещал римский университет, был аптекарем и одновременно изучал древние и новые языки. В 1859 году стал профессором греческого языка и словесности в Пизанском университете и через несколько лет в том же качестве был переведён во Флоренцию; читал лекции по греческим древностям в римском университете.

## Труды
- «Osservazioni intorno al libro dei sette savi» (Пиза, 1865.),
- «Saggi dei dialetti greci dell’Italia meridionale» (там же, 1866 г.),
- «Virgilio nel medio evo» (Ливорно, 1872),
- «Papiro ercolanense inedito» (Турин, 1875),
- «La commisione omerica di Pisistrato e il ciclo epico» (там же, 1881),
- «Iscrizioni greche di Olimpia e di Ithaka» (в «Atto della Reale Accademia dei Lincei», III, 6, Рим, 1881).
- «Il Kalevala o la poesia tradizionale dei Finni. Studio storico-critico sulle origini delle grandi epopee nazionali del socio Domenico Comparetti» (Рим, 1891)
- Вместе с д’Анкона издал: «Canti e racconti dei popolo italiano» (т. I—VIII, Турин, 1870—89);
- с Джуз. Мюллером и Флеккией издавал в Турине «Rivista di filologia e d’istruzione classica».
- С 1884 года во Флоренции под его редакцией издавался «Museo italiano d’antichità classica».